# Sint-Dimpnakerk
De Sint-Dimpnakerk is een gotische kerk te Geel. Ze wordt qua bouwstijl tot de Demergotiek gerekend. Het is een kruisbasiliek met vieringtoren en zware hoofdtoren.
De kerk is gewijd aan de heilige Dimpna, die volgens de legende hier in 600 onthoofd en begraven moet zijn: als men schreef 30 may ses hondert jaer - s. Dymphna hier onthalst is van haer eygen vaer. Het was een bedevaartskerk, waarbij vooral genezing gezocht werd voor psychiatrische patiënten. Mogelijk lag hier de oorspronkelijke kern van Geel, maar deze verplaatste zich allengs naar de huidige Markt, waar zich de Sint-Amandskerk bevindt, die als de oudste parochiekerk van Geel fungeert.
Aan de huidige kerk begon men te bouwen in 1349. Ze werd opgetrokken in witte zandsteen. In 1489 werd ze geteisterd door brand, waarna er herbouw en uitbreiding plaatsvond. Dit betreft met name de massieve toren, versierd met speklagen van witte zandsteen en bruine ijzerzandsteen. De bouw duurde tot 1585, maar de toren is nimmer voltooid.
In 1532 stichtte Jan VIII van Merode, heer van Geel, een college van 10 vicarissen om de kerk te bedienen en Missen op te dragen voor de bedevaartgangers. Dit werd in 1562 verheven tot een kapittel. In 1566 woedde de beeldenstorm, waarbij de beelden die het portaal sierden werden vernield. Tijdens de beloken tijd (eind 18e eeuw) werd de Sint-Dimpnakerk geconfisqueerd en openbaar verkocht, maar in 1801 kregen de katholieken de kerk weer terug. Pas in 1874 kreeg de Sint-Dimpnakerk de functie van parochiekerk en werd daarmee de tweede parochiekerk van Geel-Centrum.
De kerk liep grote schade op in 1944, maar het interieur bleef, dankzij de sterke gewelven, intact. Restauratie volgde van 1950-1952.

## Kunstschatten
Hoewel het interieur van de kerk soberheid uitstraalt, zijn er in de kerk een aantal buitengewone kunstschatten aanwezig, namelijk:
- Het praalgraf van Jan VIII van Merode en Anna van Gistel, uit 1554, een renaissance-kunstwerk met liggende beelden van albast, door Cornelis Floris de Vriendt.
- Het Dimpnaretabel uit 1515, door de Antwerpse kunstenaar Jan van Waver (Vlaamse Meesters in Situ).[1]
- Zandstenen torentje van het Heilig Sacrament, uit de 16e eeuw, beschadigd tijdens de Beeldenstorm.
- Passieretabel uit 1490, met beschilderde luiken, toegeschreven aan Goswin van der Weyden.
- Retabel in witte steen, voorstellende de 12 apostelen.
- Laatgotisch ciborium uit de 16e eeuw, met houten relikwieënkast.
- Een zogenaamd besloten hofje.
- Beeldhouwwerk Kruisafneming, eind 15e eeuw.
- Muurschildering, voorstellende het Laatste Oordeel, uit ongeveer 1500.
- Romaans triomfkruis uit ongeveer 1200.
- Neogotisch werk, zoals het retabel van Onze-Lieve Vrouw van het scapulier, uit 1900, en Heilig-Hartretabel uit 1894.
- Grafstenen in gotische en renaissancestijl.

Een twintigtal schilderijen, waaronder:
- Marteldood van Dimpna, door Godfried Maes, uit 1688.
- Hemelvaart van Maria, door Maerten de Vos, 2e helft van de 16e eeuw.
- Christus met het korte been, door Jan-Karel Vierpijl, een 18e-eeuwse kopie uit het atelier van Peter Paul Rubens.
- In 2022 werd door The Phoebus Foundation in de kerk de expositie Zot van Dimpna georganiseerd rond de gerestaureerde Dimpnatriptiek, geschilderd door Goswin van der Weyden voor de abdij van Tongerlo op vraag van abt Antonius Tsgrooten.[2]

Acht 19e-eeuwse brandglasramen met het verhaal van Dimpna (gemaakt door A. Stalins en A. Janssensnaar een karton van Jan Anthony, 1889-99)
De kerkschat bevat:
- Een zilveren reliekschrijn van de Heilige Dimpna, door Willem Jacques uit Antwerpen (1612). De zilveren voet ervan is vervaardigd door Wierik Somers III (1716).
- Twee portretten genaamd De Merodekes, door Jan Mostaert (1525).
- Monstransen met de rode steen en het kaakbeen van Gerebernus, de biechtvader van Dimpna.
- Een Romaanse houten relikwiekast uit ongeveer 1200, welke weer door een gotisch omhulsel uit 1525 is omgeven.